# Championnats d'Europe de biathlon 2020
Navigation
2019 2021
Les championnats d'Europe de biathlon 2020, vingt-septième édition des championnats d'Europe de biathlon, ont lieu du 24 février au 1er mars 2020. Ils devaient se dérouler à Otepää, en Estonie, mais en raison du manque de neige ils sont déplacés à Raubichi à côté de Minsk en Biélorussie, qui avait déjà accueilli l'édition 2019. Ils font partie du second échelon mondial (IBU Cup) et rapportent des points pour le classement de l'IBU Cup 2019-2020.

## Calendrier
| Datum      | Hommes                | Hommes                                  | Dames                                   | Dames                                   |
| ---------- | --------------------- | --------------------------------------- | --------------------------------------- | --------------------------------------- |
| 24 février | Cérémonie d'ouverture | Cérémonie d'ouverture                   | Cérémonie d'ouverture                   | Cérémonie d'ouverture                   |
| 26 février | 14:45                 | Individuel (20 km)                      | 18:15                                   | Individuel (15 km)                      |
| 26 février | 11:00                 | Super Sprint (3 km Qualif.)             | 13:00                                   | Super Sprint (3 km Qualif.)             |
| 26 février | 15:30                 | Super Sprint (5 km Finale)              | 16:00                                   | Super Sprint (5 km Finale)              |
| 27 février | 12:00                 | Relais Mixte simple (6 km F + 7,5 km H) | Relais Mixte simple (6 km F + 7,5 km H) | Relais Mixte simple (6 km F + 7,5 km H) |
| 27 février | 15:00                 | Relais Mixte (2 × 6 km F + 2 × 6 km H)  | Relais Mixte (2 × 6 km F + 2 × 6 km H)  | Relais Mixte (2 × 6 km F + 2 × 6 km H)  |
| 29 février | 10:30                 | Sprint (10 km)                          | 13:30                                   | Sprint (7,5 km)                         |
| 1er mars   | 10:30                 | Poursuite (12,5 km)                     | 12:30                                   | Poursuite (10 km)                       |

## Tableau des médailles
| Rang   | Pays        | Or | Argent | Bronze | Ensemble |
| ------ | ----------- | -- | ------ | ------ | -------- |
| 1      | Biélorussie | 3  | 0      | 1      | 4        |
| 2      | Russie      | 2  | 2      | 0      | 4        |
| 3      | Norvège     | 1  | 2      | 3      | 6        |
| 4      | Ukraine     | 1  | 1      | 2      | 4        |
| 5      | Suède       | 1  | 0      | 1      | 2        |
| 6      | Allemagne   | 0  | 1      | 0      | 1        |
| »      | Lettonie    | 0  | 1      | 0      | 1        |
| »      | Tchéquie    | 0  | 1      | 0      | 1        |
| 9      | France      | 0  | 0      | 1      | 1        |
| Totaux | Totaux      | 8  | 8      | 8      | 24       |

| Rang | Athlètes multi-médaillés | Or | Argent | Bronze | Ensemble |
| ---- | ------------------------ | -- | ------ | ------ | -------- |
| 1    | Sergey Bocharnikov       | 2  | 0      | 0      | 2        |
| 2    | Elisabeth Högberg        | 1  | 0      | 1      | 2        |
| »    | Dmytro Pidruchnyi        | 1  | 0      | 1      | 2        |
| 4    | Ida Lien                 | 0  | 1      | 1      | 2        |
| »    | Kristina Reztsova        | 0  | 1      | 1      | 2        |
| 6    | Sivert Guttorm Bakken    | 0  | 0      | 2      | 2        |

## Résultats et podiums

### Hommes
| Épreuves            | Or                 | Argent               | Bronze                    |
| ------------------- | ------------------ | -------------------- | ------------------------- |
| Super Sprint        | Sergey Bocharnikov | Adam Václavík        | Dmytro Pidruchnyi         |
| Sprint (10 km)      | Matvey Eliseev     | Andrejs Rastorgujevs | Aleksander Fjeld Andersen |
| Poursuite (12,5 km) | Sergey Bocharnikov | Sturla Holm Lægreid  | Sivert Guttorm Bakken     |

### Femmes
| Épreuves          | Or                | Argent            | Bronze            |
| ----------------- | ----------------- | ----------------- | ----------------- |
| Super Sprint      | Evgeniya Pavlova  | Olena Pidhrushna  | Chloé Chevalier   |
| Sprint (7.5 km)   | Elisabeth Högberg | Ida Lien          | Iryna Kryuko      |
| Poursuite (10 km) | Elena Kruchinkina | Kristina Reztsova | Elisabeth Högberg |

### Mixte
| Épreuves                          | Or                                                                         | Argent                                                                       | Bronze                                                                                |
| --------------------------------- | -------------------------------------------------------------------------- | ---------------------------------------------------------------------------- | ------------------------------------------------------------------------------------- |
| Relais simple (6 km F + 7,5 km H) | Norvège - Karoline Erdal - Endre Strømsheim                                | Allemagne - Stefanie Scherer - Justus Strelow                                | Ukraine - Anastasiya Merkushyna - Ruslan Tkalenko                                     |
| Relais (2 × 6 km F + 2 × 6 km H)  | Ukraine - Valj Semerenko - Yuliia Dzhima - Artem Pryma - Dmytro Pidruchnyi | Russie - Kristina Reztsova - Victoria Slivko - Eduard Latypov - Said Khalili | Norvège - Aasne Skrede - Ida Lien - Sivert Guttorm Bakken - Aleksander Fjeld Andersen |